# Carne salada del Trentino
La carne salada del Trentino è un salume caratteristico della provincia di Trento, generalmente preparato con tagli di manzo, lingua di vitellone o coscia di cavallo.

## Preparazione
La carne salada del Trentino si ottiene con la fesa (ma occasionalmente anche con sottofese e magatelli) di bovino adulto. I tagli, ripuliti da tutte le parti grasse e tendinose, vengono cosparsi con una miscela di sale e altri ingredienti e disposti in un contenitore dove rimarranno dalle 2 alle 5 settimane a seconda delle dimensioni dei singoli pezzi. Durante tutto il periodo di maturazione la carne salada del Trentino va conservata in locali bui ad una temperatura massima di 12 °C e deve essere massaggiata almeno ogni 2/3 giorni. È importante sottolineare che per una produzione di qualità non deve assolutamente essere utilizzata l'acqua nel processo produttivo.

## Varianti
Una variante poco conosciuta ma molto gustosa della Carne Salada del Trentino è la Carne Fumada della Val di Cembra. Questo pregiato salume, che si ottiene affumicando e stagionando per circa 4/8 settimane la Carne Salada, si presta ottimamente per la preparazione di profumati antipasti come pure per semplici merende. Esiste in Valle d'Aosta una preparazione simile, ma fatta in tempi più brevi (5 giorni), che si chiama carne messata, prodotta con un procedimento simile alla mocetta (o motzetta), ma senza la stagionatura, gli aromi usati sono diversi da comune a comune e non volentieri rivelati.

## Consumo

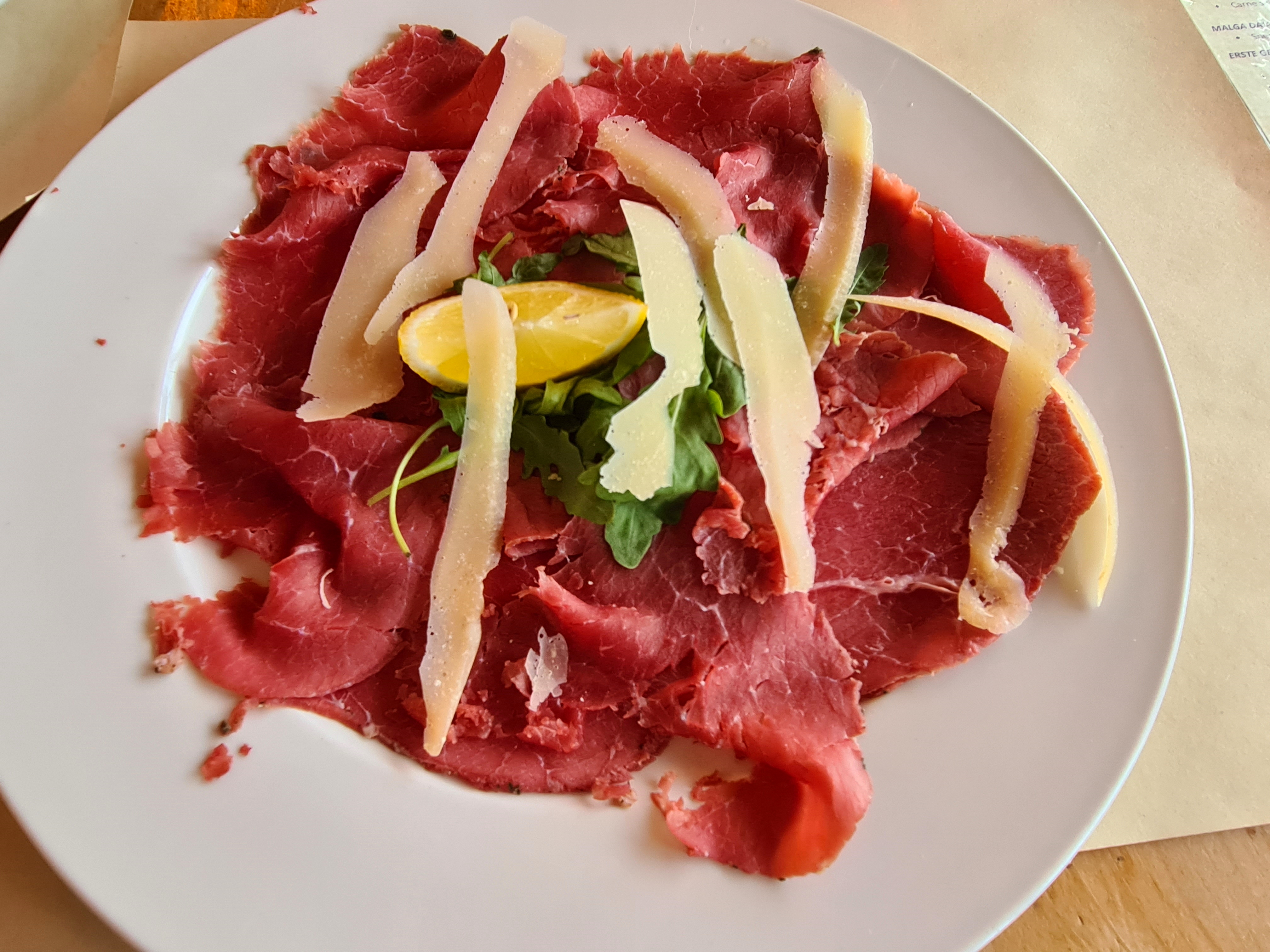
Carpaccio di carne salada con scaglie di Trentingrana

In origine la carne salada del Trentino veniva utilizzata per realizzare dei semplici e gustosi bolliti. Nei secoli l'affinamento delle tecniche produttive ha permesso un utilizzo molto più vario ed oggi possiamo trovare piatti tradizionali con la carne salada cotta saltata in padella o grigliata e servita con insalata di fagioli, oppure cruda come carpaccio o come una semplice tartara.

## Storia
La carne salada del Trentino è un prodotto di cui possiamo trovare traccia in Trentino già in un manoscritto quattrocentesco dal titolo Libro de cosina composto et ordinato per lo hegregio homo Martino de Rubei de la Valle de Bregna, coquo dell'illustre Signore Johanne Jacobo Trivulzio.
Altra illustre documentatrice della cucina del Trentino è stata la baronessa Giulia Turco (1848-1912) che nel suo libro L'antico focolare riporta al capitolo decimoquarto come preparare una buona carne salada.
Nel '900 i coniugi Anna Lucia e Carlo Alberto Bauer nel loro manuale dal titolo La nostra cucina - piatti vecchi e nuovi alla trentina fra la polenta e sguazet e il tonco de pontesel inseriscono la ricetta della carne salada come elemento fondamentale della cucina trentina.
La diffusione della conservazione della carne di bovino si deve probabilmente all'abbondanza di tale materia prima come riporta Michel'Angelo Mariani nel 1671 nel suo libro Trento con il Sacro Concilio et Altri Notabili a pagina 21 raccontando che li carnaggi in Trento s'hanno preziosi e a buon prezzo tutto l'anno. La Stiria e Pusteria fornisce i Buoi, che li vedono venir a caterve di quando in quando.
Questa abbondanza è facilmente comprensibile leggendo Casa e cucina trentina in otto secoli di principato (Dossi Editore) dello studioso Aldo Bertoluzza dove troviamo riportata una norma la quale imponeva che qualunque forestiero condurrà bestie da carne da qualunque luogo....se vorrà passare fuori del distretto di Trento sii obbligato ammazzare la quinta parte di dette bestie...e venderle al macello di Trento.